# Vaccinare

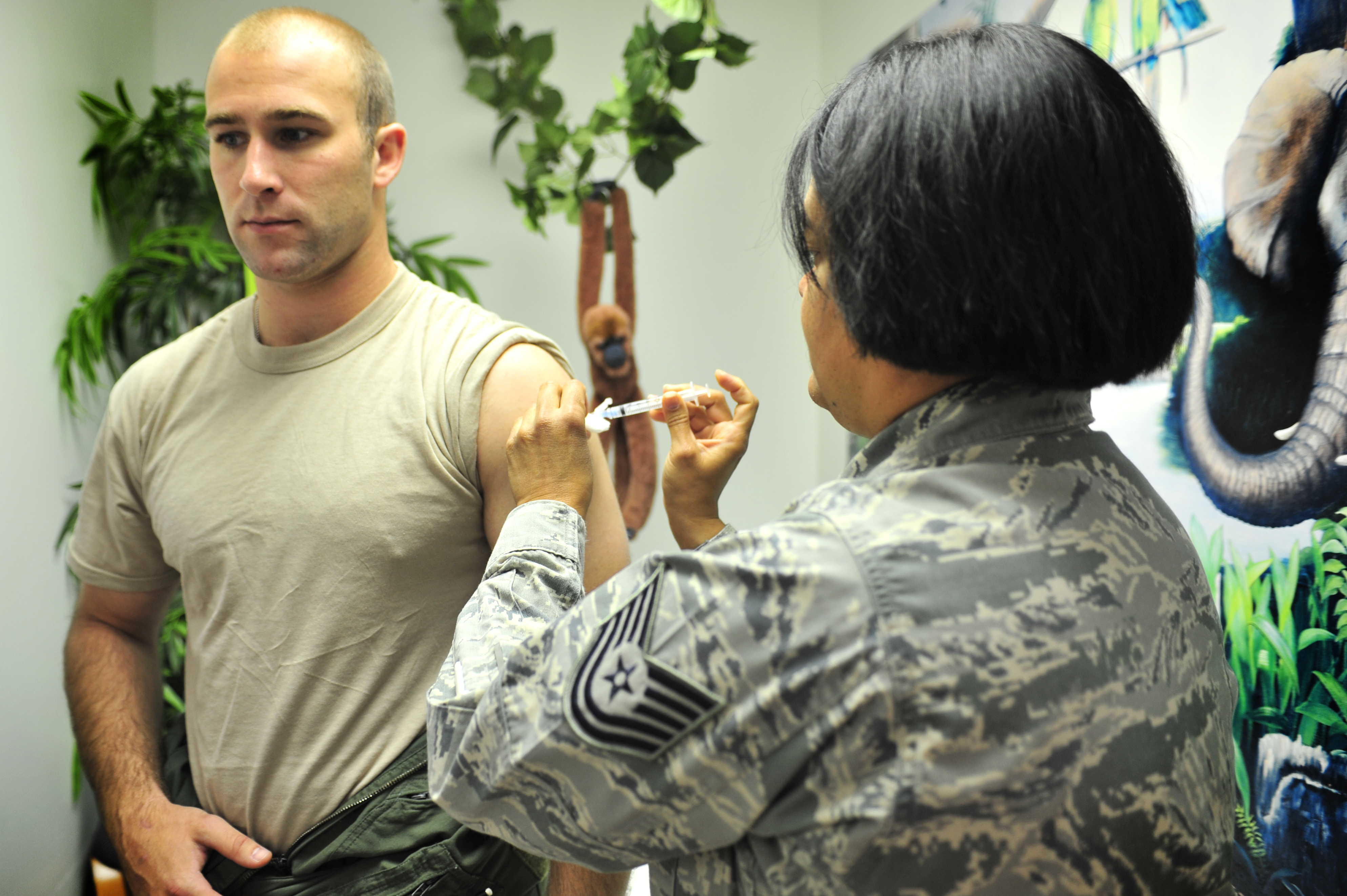
Administrarea unui vaccin în partea superioară a brațului

Vaccinarea este un tratament care face organismul mai puternic împotriva unei infecții.
Corpul combate infecțiile folosind sistemul imunitar, care este format din milioane de celule, inclusiv celule T și celule B. O parte importantă a sistemului imunitar adaptativ este faptul că este mult mai puternic atunci când a luptat deja împotriva unei boli. Vaccinarea presupune a arăta sistemului imunitar ceva foarte asemănător cu un anumit virus sau bacterie, astfel încât sistemul imunitar să fie mai puternic atunci când luptă împotriva infecțiilor reale.